# Шмель перевязанный
Шмель перевязанный (лат. Bombus balteatus) — вид шмелей, обитающий на севере Евразии и в Северной Америке.

## Распространение
Вид распространён в Финляндии, севере Швеции, России и в Северной Америке. Чаще всего встречаются на севере и на большой высоте в горах.

## Морфология
Шмель балтийский имеет длинный язык, составляющий две третьи длины шмеля. Эта особенность помогает специализироваться больше на цветках с длинными лепестками.